# 藤田健治 (実業家)
藤田 健治（ふじた けんじ、1969年8月22日 - ）は、日本の実業家。ビープラッツ株式会社創業者・代表取締役社長。元株式会社自主制作コンテンツ出版管理機構代表取締役。

## 人物・来歴
三重県四日市市生まれ。1988年三重県立四日市南高等学校卒業。1992年東京工業大学工学部卒業。同年三井物産に入社し、日本ユニシスやシマンテック等情報技術分野を担当。2002年ライセンスオンラインを設立、同社代表取締役社長就任。
SaaSの時代が来ることを予見し、2006年に三井物産を退社し、ビープラッツを設立。同社代表取締役社長に就任。サブスクリプション支援プラットフォームの提供を手掛け、2018年には東京証券取引所マザーズに上場を果たした。この間、2011年から自主制作コンテンツ出版管理機構代表取締役。
2019年サブスクリプション総合研究所を設立し、取締役に就任。